# Блейз (роман)
«Блейз» — роман американського письменника Стівена Кінга, виданий під псевдонімом Річард Бахман. Чорновий варіант роману Кінг написав ще 1973 року, ще до першого тріумфального роману «Керрі», але він так і не вийшов. За його свідченнями розміщеними на сайті, він знайшов його на горищі, після чого вирішив переробити чорновий варіант і видав його в 2007 році. Видав під псевдонімом, оскільки він з самого початку планувався як роман Річарда Бахмана.

## Сюжет
Історія останнього злочину Клайтона Блейсделла-молодшого (англ. Clayton Blaisdell, Jr.) на прізвиського Блейз, людини з порушеннями розумового розвитку. Блейз за планом свого покійного спільника, викрадає в багатої сім'ї немовля з метою одержати викуп, але прив'язується до дитини і не хоче його повертати. У спогадах описані основні події життя Блейза: спогади з дитячого будинку і дружба з Джоном Челцманом, втрата цноти з дівчиною з іншого дитячого будинку, невдала спроба всиновити Блейза, смерть Джона, за яку він мстить і потрапляє до виправного закладу, його зустріч з дрібним шахраєм Джорджем Реклі (англ. George Thomas Rackley), який взяв Блейза в спільники. Саме Реклі розробив план викрадення дитини, але загинув у випадковій бійці, не встигнувши втілити задумане.